# Wei Yuan
Wei Yuan (en xinès: 魏源; en pinyin: Wèi Yuán), nascut com Wei Yuanda (en xinès tradicional: 魏遠達; en xinès simplificat: 魏远达; en pinyin: Wèi Yuǎndá), noms de cortesia: Moshen (默深) i Hanshi (汉士), historiador, geògraf, filòsof i escriptor xinès de la dinastia Qing.

## Biografia
Wei Yuan (Shaoyang, Hunan -Xina-, 23 d'abril de 1794 - Hangzhou (Zhejiang), 26 d'agost de 1856).
Va ser un estudiant brillant, amb 14 anys va obtenir el grau de "sui" (nivell local) i va entrar a l'escola Yuelu (岳麓書院) on va estudiar els clàssics confucians sota el mestratge de Liu Fenglu (劉逢禄), representant de l'escola Changzhou (常州學派). Posteriorment va assolir el grau provincial en els exàmens imperials i treballà com a secretari d'importants homes d'Estat, com He Changling 賀長齡, Tao Shu 陶澍, Lin Zexu 林則徐 i Yu Qian 裕謙.
El 1831 el van traslladar a Yangzhou on si va quedar la resta de la seva vida.
El 1847 va obtenir el grau més alt en els exàmens pel mandarinat, però la rebel·lió dels Taiping no li va permetre aplicar les reformes que proposava i va passar els darrers anys de la seva vida retirat a un monastir budista.

### El pensament i l'obra de Wei Yuan
Va ser un dels primers pensadors de finals de la dinastia Qing que va posar en discussió les diferències de poder entre la Xina i l'Occident, en una etapa en què la dinastia Qing ja entrava en el seu declive, que d'alguna forma va arribar al seu punt més algit amb els enfrontaments contra les potencies occidentals i la Primera Guerra de l'opi -1839-1842-.
Va proposar que el xinesos havien d'estudiar la tecnologia dels “barbars” i que calia introduir a nivell estatal els aparells i la tecnologia occidental a la Xina.
Com a autor va conrear diverses disciplines; el 1842 va escriure Sheng wu ji (圣武记) (Escrits sobre la Conquesta) un “cant” al creixement de la dinastia Qing, i el 1843 “Tractat il·lustrat dels Poders del Mar” Hai guo tu zhi (海国图志), recull de materials occidentals fet per Lin Zexu durant i després de la Primera guerra de l'Opi, on es mostra la necessitat d'aprofundir en el coneixement de les nacions occidentals amb presència naval i els corresponents avenços tecnologics.Va participar en la traducció al xinès de l'obra de Hugh Murray (1779-1846) “Encyclopaedia of Geography, Comprising a Complete Description of the Earth”, i un dels precursors del Moviment d'auto-enfortiment. També va escriure sobre aspectes històrics relacionats amb el Kanat de Jungària.
Va escriure el seu propi tractat de geografia “Haiguo tuzhi” 海國圖志, i una història militar “Shengwuji 聖武記” on menciona la importancia de posar-se al dia en els coneixement sobre les tecnologies militars utilitzades en els països occidentals, com les armes de foc i els vaixells a vapor.
També va col·laborar com a editor principal en la recopilació d'assajos sobre temes socials, polítics i econòmics, amb una “Antologia de textos sobre l'art de governar de la dinastia Qing” (Huangchao jingshi wenbian - 皇朝經世文編 -) escrits per funcionaris Qing, que d'alguna manera segons l'historiador William T. Rose, va servir com a "bíblia" pels reformistes de l'època i dels intel·lectuals que pregonaven la necessitar d'impulsar reformes polítiques pragmàtiques.
Com a filòsof va analitzar entre d'altres, els escrits de la dinastia Han, amb la conclusió de que les petites paraules tenen grans significats, (wei yan da yi 微言大義).